# Războiul Civil Cambodgian
Războiul Civil Cambodgian a fost un conflict între forțele Partidului Comunist din Kampuchia (denumit și Khmerii Roșii) și aliații lor din Republica Democrată Vietnam (Vietnamul de Nord) și Viet Cong împotriva forțelor guvernamentale din Cambodgia (după octombrie 1970, Republica Khmerilor), susținută de Statele Unite și de Republica Vietnam (Vietnamul de Sud).
Luptele au fost exacerbate de influența și acțiunile aliaților din cele două părți în conflict. Armata Populară a Vietnamului (Armata Nord-Vietnameză) s-a implicat pentru a-și apăra zonele de bază și sanctuarele din estul Cambodgiei, fără de care ar fi fost în dificultate în războiul său împotriva Vietnamului de Sud. SUA avea motivația necesității de a câștiga timp pentru a se retrage din Asia de Sud-Est și de a-și proteja aliatul, regimul sud-vietnamez. Forțele americane și cele sud- și nord-vietnameze au participat direct la lupte în diferite momente de timp. Guvernul central a fost ajutat în principal de bombardamentele americane masive și prin ajutoare financiare.
După cinci ani de lupte dure soldate cu numeroase victime, cu distrugerea economiei, cu înfometarea populației, cu atrocități uriașe, guvernul republican a fost învins la 17 aprilie 1975 când Khmerii Roșii victorioși au proclamat Kampuchea Democrată. Acest conflict, deși în principal un război civil local, a fost considerat a face parte din Războiul din Vietnam (1959–1975) în care erau implicate Regatul Laos, Vietnamul de Sud și Vietnamul de Nord. Războiul civil a dus la Genocidul Cambodgian, unul dintre cele mai sângeroase din istorie.

## Preludiul (1965–1970)

### Contextul
În prima parte a anilor 1960, politicile stângiste ale prințului Norodom Sihanouk protejaseră țara de haosul care cuprinsese Laosul și Vietnamul de Sud. Nici Republica Populară Chineză și nici Vietnamul de Nord nu au contestat afirmațiile lui Sihanouk conform cărora ele reprezentau politici „progresiste”, iar conducerea opoziției de stânga din țară, Partidul Pracheachon, fusese integrată în guvern. La 3 mai 1965, Sihanouk a rupt legăturile diplomatice cu SUA, a pus capăt influxului de ajutoare americane și s-a îndreptat spre China comunistă și spre Uniunea Sovietică pentru asistență economică și militară.
Spre sfârșitul anilor 1960, tentativele lui Sihanouk de echilibrare a politicilor externă și internă a început să se îndrepte spre dezastru. În 1966, s-a ajuns la un acord între prinț și chinezi, prin care s-a permis prezența trupelor Armatei Populare Vietnameze (APV) și ale Frontului de Eliberare Națională (FEN) cu baze logistice în regiunile de graniță din sud. El acceptase să permită și utilizarea portului Sihanoukville de către vasele sub drapel comunist ce livrau provizii și materiale ce susțineau efortul APV/FEN în Vietnam. Aceste concesii încălcau statutul de neutralitate al Cambodgiei, garantat prin Conferința de la Geneva din 1954.

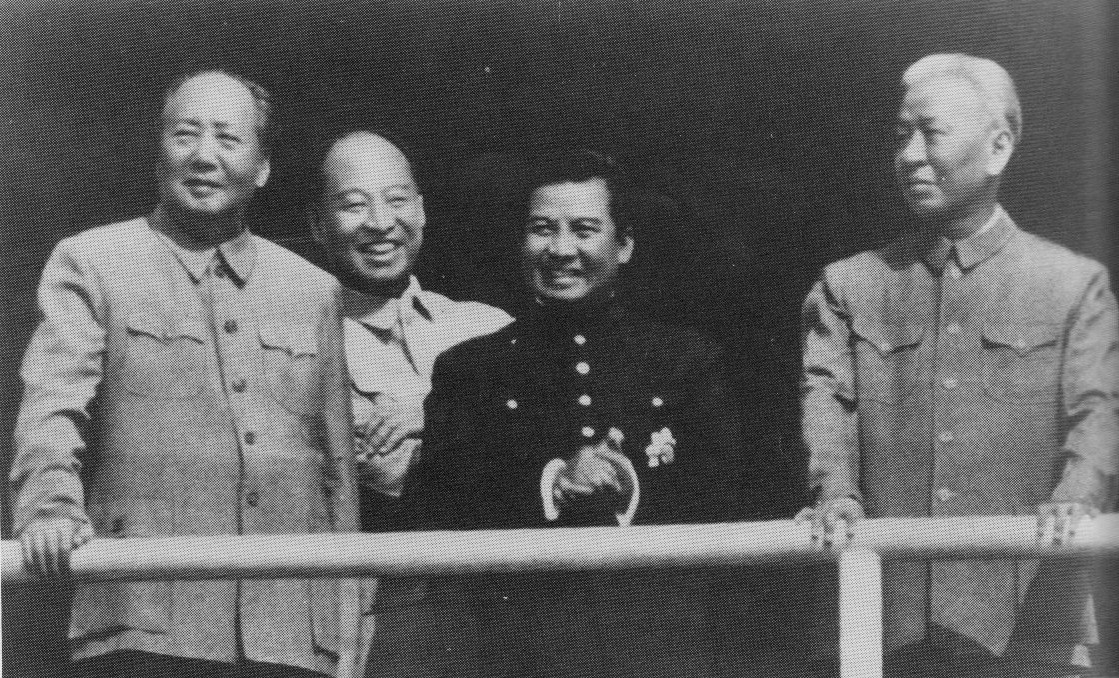
Întâlnire la Beijing: Mao Zedong (stânga), prințul Sihanouk (centru) și Le Duc Tho (dreapta)

Sihanouk era convins că China, și nu Statele Unite, vor controla în final Peninsula Indochina și că „interesele noastre sunt mai bine urmărite tratând cu tabăra care într-o zi va domina întreaga Asie – și acceptând victoria ei dinainte – pentru a obține cele mai bune condiții cu putință”.
În același an, el a permis, însă, ministrului pro-american al apărării, generalul Lon Nol, să ia măsuri dure împotriva activităților de stânga, zdrobind Pracheachon prin acuzațiile de subminare a puterii de stat și de aservire intereselor Hanoiului. Simultan, Sihanouk a pierdut susținerea conservatorilor din Cambodgia ca urmare a eșecului său în oprirea deteriorării situației economice (exacerbată de pierderea exporturilor de orez, dintre care majoritatea mergeau la APV/FEN) și ca urmare a prezenței militare comuniste crescânde.
La 11 septembrie, Cambodgia a ținut primele alegeri deschise mai multor partide. Prin manipulări și hărțuiri (și spre surprinderea lui Sihanouk) conservatorii au câștigat 75% din locurile în Adunarea Națională. Lon Nol a fost ales de dreapta ca prim ministru și ca vicepremier a fost numit Sirik Matak, un membru ultraconservator al ramurii Sisowath a familiei regale, vechi dușman al lui Sihanouk. Pe lângă aceste evoluții și pe lângă conflictele între interesele elitei politice de la Phnom Penh, tensiunile sociale au creat un mediu favorabil pentru apariție unei insurgențe comuniste în zonele rurale.

### Revolta din Battambang
Prințul s-a văzut atunci într-o dilemă politică. Pentru a păstra echilibrul în fața creșterii puterii conservatorilor, a numit chiar pe liderii grupului căruia i se opunea membri într-un „contraguvern” care trebuia să monitorizeze și să critice administrația lui Lon Nol. Una din primele priorități ale lui Lon Nol a fost redresarea economiei suferinde prin oprirea vânzărilor ilegale de orez către comuniști. Soldații au fost trimiși în zonele cultivate cu orez pentru a colecta recoltele sub amenințarea armelor, plătind doar prețul mic fixat de guvern. Au avut loc numeroase agitații, mai ales în provincia Battambang, o zonă bogată în orez, dar cunoscută și pentru prezența de proprietăți funciare mari, diferențe mari între bogați și săraci, și în care comuniștii păstraseră o oarecare influență.
La 11 martie 1967, în timp ce Sihanouk era plecat în Franța, a izbucnit o revoltă în zona din jurul orașului Samlaut din Battambang, unde țăranii furioși au atacat o brigadă de colectare a taxelor. Încurajată de cadrele comuniste locale, insurecția s-a răspândit rapid prin toată regiunea. Lon Nol, acționând în absența prințului, a declarat lege marțială. Sute de țărani au fost uciși și sate întregi pustiite în timpul represiunii. După întoarcerea în țară în martie, Sihanouk a renunțat la poziționarea sa centristă și a ordonat personal arestarea lui Khieu Samphan, Hou Yuon și Hu Nim, liderii „contraguvernului”, care au fugit în nord-est.
Simultan, Sihanouk a ordonat arestarea intermediarilor chinezi implicați în comerțul ilegal cu orez, crescând veniturile bugetare și împăcându-i pe conservatori. Lon Nol a fost obligat să demisioneze și, într-o manevră tipică, prințul a numit alți stângiști în guvern pentru a-i echilibra pe conservatori. Criza imediată trecuse, dar ea a avut două consecințe importante. În primul rând, a motivat mii de oameni să se înroleze în grupările paramilitare ale Partidului Comunist Cambodgian (denumite de Sihanouk Khmerii Roșii). În al doilea rând, pentru țărani, numele lui Lon Nol a devenit asociat cu represiunea violentă în Cambodgia.

### Regruparea comuniștilor
Deși insurgența din 1967 fusese una spontană, Khmerii Roșii au încercat, fără prea mult succes, să organizeze o revoltă mai serioasă în anul următor. Decimarea de către prinț a grupării Prachea Chon și a comuniștilor din zonele urbane eliberase, însă, terenul pentru Saloth Sar (cunoscut și ca Pol Pot), Ieng Sary și Son Sen—liderii maoiști ai grupărilor comuniste. Ei și-au condus adepții în zonele montane din nord-est și pe pământurile locuite de Khmer Loeu, un popor primitiv ostil atât khmerilor din zonele joase cât și guvernului central. Pentru Khmerii Roșii, care nu erau susținuți nici de nord-vietnamezi, a fost o perioadă de regrupare, organizare și pregătire. Hanoiul și-a ignorat aliații susținuți de chinezi, iar indiferența „tovarășilor frățești” față de insurgența dintre 1967 și 1969 aveau să lase urme de neșters asupra conducerii khmerilor roșii.
La 17 ianuarie 1968, Khmerii Roșii au lansat prima ofensivă. Ea era îndreptată mai mult spre scopul de a aduna arme și de a răspândi propagandă decât spre cucerirea de teritorii deoarece, la acea vreme, adepții insurgenței numărau nu mai mult de 4–5.000. În aceeași lună, comuniștii au înființat Armata Revoluționară din Kampuchea ca aripă militară a partidului. Încă de la sfârșitul revoltei din Battambang, Sihanouk începuse să-și reevalueze relația cu comuniștii. Acordul anterior cu chinezii nu-i adusese nimic. Aceștia nu doar că nu reușiseră să-i țină în frâu pe nord-vietnamezi, dar se implicaseră ei înșiși (prin intermediul Khmerilor Roșii) în activități subversive chiar în țara lui. 
La sugestia lui Lon Nol (care revenise în cabinet ca ministru al apărării în noiembrie, 1968) și a altor politicieni conservatori, la 11 mai 1969, prințul a salutat restaurarea relațiilor diplomatice normale cu SUA și a înființat un nou Guvern de Salvare Națională condus de Lon Nol. El a făcut aceasta „pentru a juca o nouă carte, întrucât comuniștii asiatici ne atacau deja înainte de sfârșitul Războiului din Vietnam”. În plus, APV și FEN erau țapi ispășitori ideali pentru problemele Cambodgiei, chiar mai potriviți decât Khmerii Roșii, și îndepărtarea lor din Cambodgia ar rezolva mai multe probleme simultan. Americanii au profitat de această ocazie pentru a-și rezolva și ei problemele din Asia de Sud-Est.

### OperațiuneaMenu
Deși SUA știau de sanctuarele APV/FEN din Cambodgia încă din 1966, președintele Lyndon B. Johnson a ales să nu le atace din cauza posibilelor repercusiuni internaționale și a credinței că Sihanouk poate fi convins să-și modifice politicile. Johnson a autorizat, însă, echipele de recunoaștere ale Military Assistance Command, Vietnam Studies and Observations Group (SOG) să pătrundă în Cambodgia și să adune informații despre zonele bazelor încă din 1967. Alegerea lui Richard M. Nixon în 1968 în funcția de președinte al SUA și introducerea politicilor sale de retragere treptată din Vietnamul de Sud a schimbat totul.
La 18 martie 1969, la ordinele secrete ale lui Nixon, Forțele Aeriene ale SUA au bombardat Base Area 353 (în regiunea din dreptul provinciei sud-vietnameze Tay Ninh) cu 59 de bombardiere B-52 Stratofortress. Acest atac a fost primul într-o serie de atacuri ale acestor sanctuare ce au ținut până în mai 1970. În timpul Operațiunii Menu, aviația americană a efectuat 3.875 de decolări și a lansat peste 108.000 de tone de bombe în zonele estice de graniță. În timpul acestei operațiuni, Sihanouk nu a spus nimic despre ea, în speranța că SUA vor reuși să îndepărteze trupele APV și FEN din țara lui. Hanoiul nu a spus nici el nimic, nedorind să mediatizeze prezența forțelor lor în Cambodgia neutră. Bombardamentele Menu au rămas secrete și față de Congresul SUA și opinia publică americană până în 1973.

## Răsturnarea lui Sihanouk (1970)

### Lovitura de stat a lui Lon Nol
În timp ce Sihanouk era plecat în Franța, în Phnom Penh au avut loc revolte antivietnameze (tolerate de guvern), în timpul cărora au fost atacate ambasadele Vietnamului de Nord și ale FEN. În absența prințului, Lon Nol nu a făcut nimic pentru a opri aceste acțiuni. În ziua de 12 martie, primul ministru a închis portul Sihanoukville pentru nord-vietnamezi și le-a dat un ultimatum imposibil, în care cerea ca toate forțele APV/FEN să se retragă de pe pământ cambodgian în 72 de ore.
Sihanouk, aflând despre aceasta, s-a dus la Moscova și la Beijing pentru a cere liderilor APV și FEN să-și controleze mai bine organizațiile. La 18 martie 1970, Lon Nol a cerut ca Adunarea Națională să voteze înlăturarea prințului de la conducerea țării. Sihanouk a fost detronat printr-un vot unanim al celor 92 de deputați. Heng Cheng a devenit președinte al Adunării Naționale, în vreme ce premierul Lon Nol a primit atribuții de urgență. Sirik Matak și-a păstrat postul de viceprim-ministru. Noul guvern a pus accent pe ideea că transferul de putere era perfect legal și constituțional, și a primit recunoașterea majorității guvernelor străine. Au existat acuzații că guvernul american ar fi jucat un rol în răsturnarea lui Sihanouk, dar nu s-au găsit dovezi concludente în acest sens.
Majoritatea khmerilor educați din clasa de mijloc se săturase de prinț și de politica lui inconsistentă și s-a bucurat de schimbarea de guvern. Lor li s-a alăturat armata, pentru care perspectiva revenirii ajutorului financiar și militar american era motiv de sărbătoare. La câteva zile după detronare, Sihanouk, aflat la Beijing, a lansat un apel către popor în care cerea rezistență față de uzurpatori. Au avut loc demonstrații și revolte (mai ales în zonele apropiate celor controlate de APV/FEN), dar nu a fost nicio mișcare la nivel național care să amenințe guvernul. Într-un incident de la Kompong Cham din 29 martie, însă, mulțimea înfuriată l-a ucis pe fratele lui Lon Nol, Lon Nil, i-au scos ficatul și l-au mâncat. Circa 40.000 de țărani au mărșăluit apoi spre capitală cerând readucerea pe tron a lui Sihanouk. Ei au fost împrăștiați de armată, cu multe victime.

### Masacrarea vietnamezilor
Majoritatea populației, urbană și rurală, și-a vărsat furia și frustrarea pe populația de etnie vietnameză. Apelul lui Lon Nol pentru adunarea de 10.000 de voluntari pentru a mări forța armatei cambodgiene slab echipate, de 30.000 de oameni a ajuns să aglomereze armata cu peste 70.000 de noi recruți. Abundau zvonurile privind o posibilă ofensivă a APV asupra Phnom Penh-ului. Paranoia era la ordinea zilei și a dus la declanșarea unei reacții violente împotriva minorității vietnameze de 400.000 de oameni din Cambodgia.
Lon Nol spera să-i folosească pe vietnamezi ca ostatici împotriva activităților APV/FEN, iar armata a început să-i adune în lagăre de detenție. Atunci au început omorurile. În orașele și satele din toată Cambodgia, soldații și civilii își căutau vecinii vietnamezi pentru a-i ucide. La 15 aprilie, cadavrele a 800 de vietnamezi pluteau pe râul Mekong care le ducea către Vietnamul de Sud.
Sud-vietnamezii, nord-vietnamezii și FEN au denunțat laolaltă aceste acțiuni. Niciun cambodgian—nici măcar din comunitatea budistă—nu a condamnat crimele. În scuzele prezentate guvernului de la Saigon, Lon Nol a spus că:
„era greu să se facă distincția între vietnamezii care făceau parte din Viet Cong și cei care nu. Deci este normal că reacția soldaților cambodgieni, care se simt trădați, este una greu de controlat.”

### FUNK și GRUNK
De la Beijing, Sihanouk a declarat guvernul de la Phnom Penh dizolvat și crearea Frontului Unit Național din Kampuchea, sau FUNK. Sihanouk a spus apoi: „alesesem să nu fiu nici cu americanii, nici cu comuniștii, deoarece am considerat că există două pericole: imperialismul american și comunismul asiatic. Lon Nol a fost cel care m-a obligat să aleg între cele două.”
Prințul s-a aliat apoi cu Khmerii Roșii, cu nord-vietnamezii, cu laoțienii din Pathet Lao și cu FEN, punându-și prestigiul personal în slujba comuniștilor. La 5 mai, s-a proclamat înființarea FUNK și a Gouvernement Royal d'Union Nationale du Kampuchea (Guvernul Regal de Uniune Națională din Kampuchea) sau GRUNK. Sihanouk și-a asumat postul de șef al statului, numindu-l pe Penn Nouth, un loial susținător al său, în funcția de prim ministru.
Khieu Samphan a fost desemnat viceprim-ministru, ministru al apărării, și comandant al forțelor armate ale GRUNK (deși operațiunile militare au fost coordonate de Pol Pot). Hu Nim a devenit ministru al informațiilor, iar Hou Yuon a fost ministru de interne, al reformelor comunale și al cooperativelor. GRUNK a declarat că nu este un guvern în exil, deoarece Khieu Samphan și insurgenții se aflau pe teritoriul Cambodgiei. Sihanouk și loialiștii săi au rămas în China, deși prințul a vizitat „zonele eliberate” din Cambodgia, inclusiv Angkor Wat, în martie 1973. Aceste vizite au fost efectuate în principal în scop de propagandă.
Pentru Sihanouk, s-a dovedit a fi o relație de interes pe termen scurt, determinată de setea de răzbunare pe cei care îl trădaseră. Pentru Khmerii Roșii, a fost un mijloc de a-și mări atracția față de mișcarea lor. Țăranii, motivați de loialitatea față de monarhie, s-au raliat treptat cauzei FUNK. Farmecul personal al lui Sihanouk, comportamentul mai onest al trupelor comuniste și bombardamentele aliaților au facilitat recrutarea. Misiunea a fost și mai ușoară pentru comuniști după 9 octombrie 1970, când Lon Nol a abolit monarhia ușor federalistă și a proclamat un stat centralizat denumit Republica Khmerilor.

## Escaladarea conflictului (1970–1971)

### Taberele implicate
Lon Nol nu a aruncat Cambodgia în război imediat după lovitura de stat. El a făcut apel la comunitatea internațională și la Națiunile Unite în încercarea de a obține susținere pentru noul guvern și a condamnat încălcarea neutralității Cambodgiei „de către forțe străine, din orice tabără ar proveni ele”. Speranțele sale de continuare a neutralității nu i s-au împlinit mai mult decât lui Sihanouk.
Așa cum au relevat imediat operațiunile de luptă, cele două tabere erau puternic dezechilibrate. Trupele guvernului, denumite acum Forces Armees Nationales Khemeres (Forțele Armate Naționale Khmere, FANK) și mii de tineri cambodgieni din mediul urban li s-au alăturat în lunile de după înlăturarea lui Sihanouk. Creșterea numărului de recruți a dus, însă, la extinderea FANK dincolo de capacitatea sa de a absorbi noi resurse umane. Ulterior, dată fiind presiunea noilor operațiuni tactice și cea de a înlocui rapid victimele luptelor, nu a fost suficient timp pentru pregătirea recruților și pentru asignarea lor la noi unități, lipsa de pregătire militară rămânând o caracteristică a FANK până la prăbușirea sa.

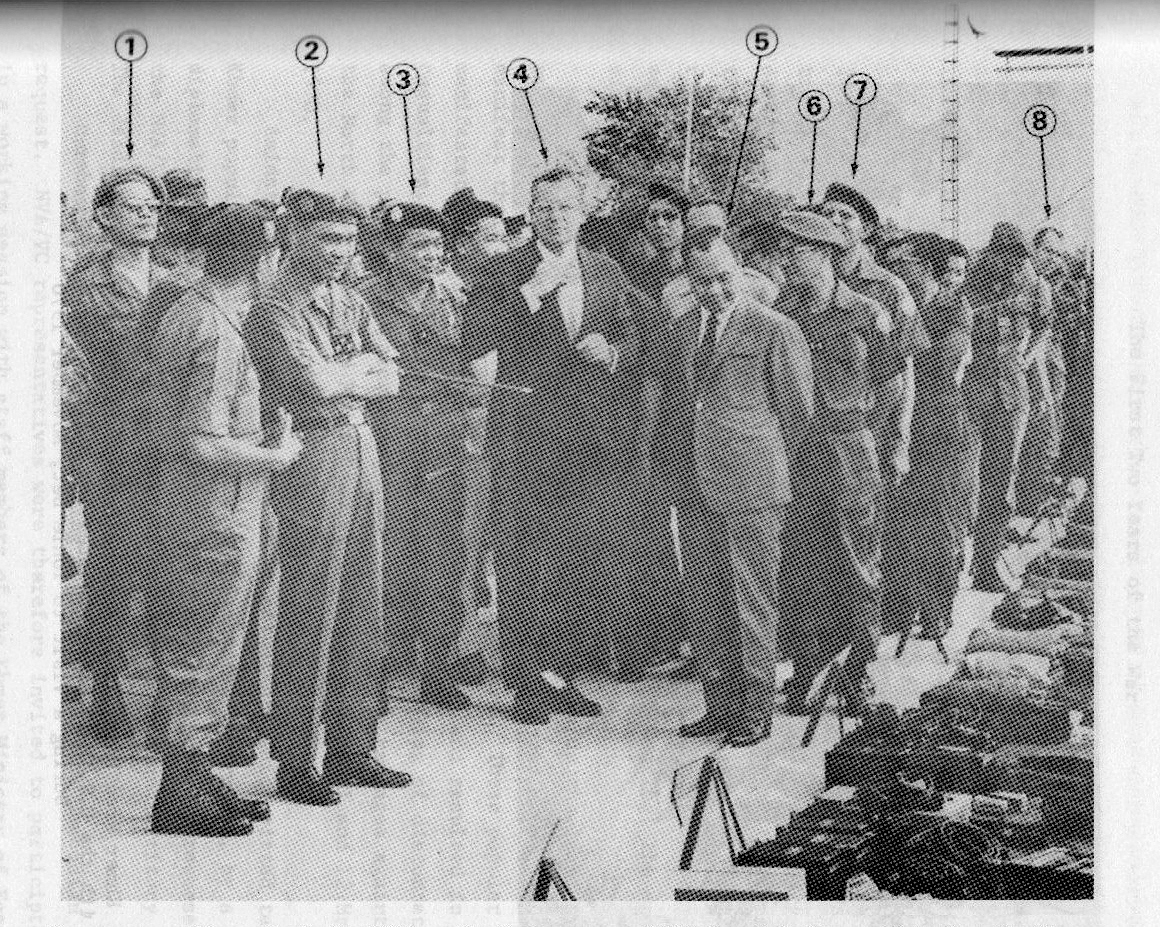
Ofițeri cambodgieni și oficiali americani, 1971

În perioada 1974–1975, forțele FANK au crescut oficial de la 100.000 de oameni la circa 250.000, dar probabil că în realitate numărau doar 180.000, din cauza cifrelor umflate de ofițeri în scop de delapidare și din cauza dezertărilor. Ajutorul militar american (muniție, provizii, echipament) a fost acordat FANK prin Military Equipment Delivery Team, Cambodia (MEDTC), o echipă autorizată de 113 ofițeri și soldați, sosită la Phnom Penh în 1971, sub supravegherea amiralului CINCPAC John S. McCain, Jr. Atitudinea administrației Nixon poate fi rezumată de sfatul dat de Henry Kissinger primului șef al echipei de contact, colonelul Jonathan Ladd: „Nu vă gândiți la victorie; doar țineți-i în viață.” McCain a cerut, însă, constant Pentagonului mai multe arme, echipament și oameni pentru ceea ce el considera a fi „războiul meu”.
Mai erau și alte probleme. Ofițerii FANK erau în general corupți și lacomi. Includerea „soldaților-fantomă” a permis delapidări masive ale fondurilor de soldă; alocațiile de rație erau păstrate de ofițeri în timp ce oamenii lor mureau de foame; vânzarea de arme și muniții pe piața neagră (sau chiar inamicului) era un fenomen frecvent. Mai rău, nepriceperea tactică a ofițerilor FANK era la fel de comună ca și lăcomia lor. Lon Nol trecea frecvent peste capul generalilor săi și comanda operațiuni până la nivel de batalion interzicând în același timp orice fel de coordonare între armată, marină și forțele aeriene.
Soldații de rând au luptat cu mult curaj la început, dar au fost împovărați cu solde prea mici (din care erau obligați să-și cumpere hrană și asistență medicală), penuria de muniție, și echipamentul eterogen. Din cauza sistemului plăților, nu existau compensații date familiilor, care erau obligate să-și urmeze soții/fiii în zonele de conflict. Aceste probleme (exacerbate de moralul în permanentă scădere) s-au agravat cu timpul.
La începutul lui 1974, inventarul armatei cambodgiene număra 241.630 de puști, 7.079 de mitraliere, 2.726 de mortiere, 20.481 de lansatoare de grenade, 304 puști fără recul, 289 de obuziere, 202 APC-uri și 4.316 de vehicule. Marina khmeră avea 171 de vase; forțele aeriene dispuneau de 211 avioane, inclusiv 64 de T-28s de fabricație nord-americană, 14 vase înarmate Douglas AC-47 și 44 de elicoptere.
Împotriva acestei forțe armate incapabile se afla una dintre cele mai bune infanterii ușoare din lume la acea vreme – Armata Populară Vietnameză. Când forțele lor erau înlocuite, ele erau înlocuite cu armata de țărani rigid indoctrinați de Khmerii Roșii cu nucleul lor de lideri militari încercați, susținuți acum în întregime de Hanoi. Forțele Khmerilor Roșii, reorganizate la un summit indochinez de la Conghua, China din aprilie 1970, avea să crească de la 12–15.000 de oameni în 1970 la 35–40.000 până în 1972, când a avut loc așa-numita „khmerizare” a conflictului și operațiunile militare împotriva Republicii au fost predate în întregime insurgenților.
Dezvoltarea acestor forțe a avut loc în trei etape. Perioada 1970–1972 a fost una de organizare și recrutare, în timpul căreia unitățile Khmerilor Roșii au servit ca trupe auxiliare ale APV. Din 1972 până la jumătatea lui 1974, insurgenții au format unități de dimensiunea unui batalion sau regiment. În această perioadă, Khmerii Roșii au început să se îndepărteze de Sihanouk și de susținătorii lui și în zonele eliberate a început colectivizarea agriculturii. Unități de dimensiunea diviziilor au fost introduse în luptă până în 1974–1975, când partidul era autonom și începuse deja transformarea radicală a țării.

După căderea lui Sihanouk, Hanoiul s-a alarmat din cauza perspectivei unui regim prooccidental care ar fi permis americanilor să fie prezenți în flancul lor vestic. Pentru a împiedica aceasta, ei au început să-și transfere instalațiile militare din zonele de graniță în alte puncte pe teritoriul Cambodgiei. Un nou centru de comandă a fost înființat în orașul Kratié într-un moment propice. Președintele Nixon era de părere că: 
„Avem nevoie de o mișcare îndrăzneață în Cambodgia pentru a arăta că suntem de partea lui Lon Nol...ceva simbolic...pentru singurul regim cambodgian care are tupeul să aibă o atitudine prooccidentală și proamericană.”

### Incursiunea sud-vietnameză și americană în Cambodgia
Pentru mai multe detalii despre the incursion, vedeți Cambodian Campaign.
La 29 aprilie 1970, unități militare sud-vietnameze și americane (alarmate și ele de perspectiva cuceririi țării de comuniști) au organizat o campanie militară limitată, prin care Washingtonul spera să rezolve încă trei probleme: În primul rând, ar fi protejat retragerea americană (distrugând sistemul logistic al APV și neutralizând trupele inamice); în al doilea rând, ar fi pus la încercare politica de vietnamizare a conflictului; în al treilea rând, ar fi servit ca semnal adresat Hanoiului că Nixon este hotărât. În pofida aprecierii poziției lui Lon Nol de către Nixon, liderul cambodgian nu a fost nici măcar informat în prealabil de decizia de a i se invada țara. El a aflat vestea doar după ce incursiunea începuse, de la liderul misiunii americane, care la rândul său o aflase de la radio.
Au fost identificate și distruse instalații logistice extinse, precum și mari cantități de provizii, dar, așa cum arată rapoartele comandamentului american din Saigon, cantități și mai mari de materiale fuseseră mutate mai în profunzimea zonelor rurale ale țării. Conform generalului republican Sak Sutsakhan, retragerea forțelor americane, după o campanie de doar 30 de zile, a creat „un vid atât de mare de partea aliaților încât nici armata cambodgiană și nici cea sud-vietnameză nu au reușit să-l umple.”
În ziua lansării incursiunii, nord-vietnamezii au reacționat lansând o ofensivă (campania X) împotriva forțelor FANK pentru a proteja și extinde zonele de bază și sistemul logistic. Până în luna iunie, la trei luni după detronarea lui Sihanouk, forțele guvernamentale fuseseră îndepărtate complet din treimea nord-estică a țării. După înfrângerea acestor forțe, nord-vietnamezii au predat teritoriile nou-cucerite insurgenților locali. Khmerii Roșii au înființat zone eliberate și în porțiunile sudică și sud-vestică a țării, unde operau independent de nord-vietnamezi.

### Chenla II

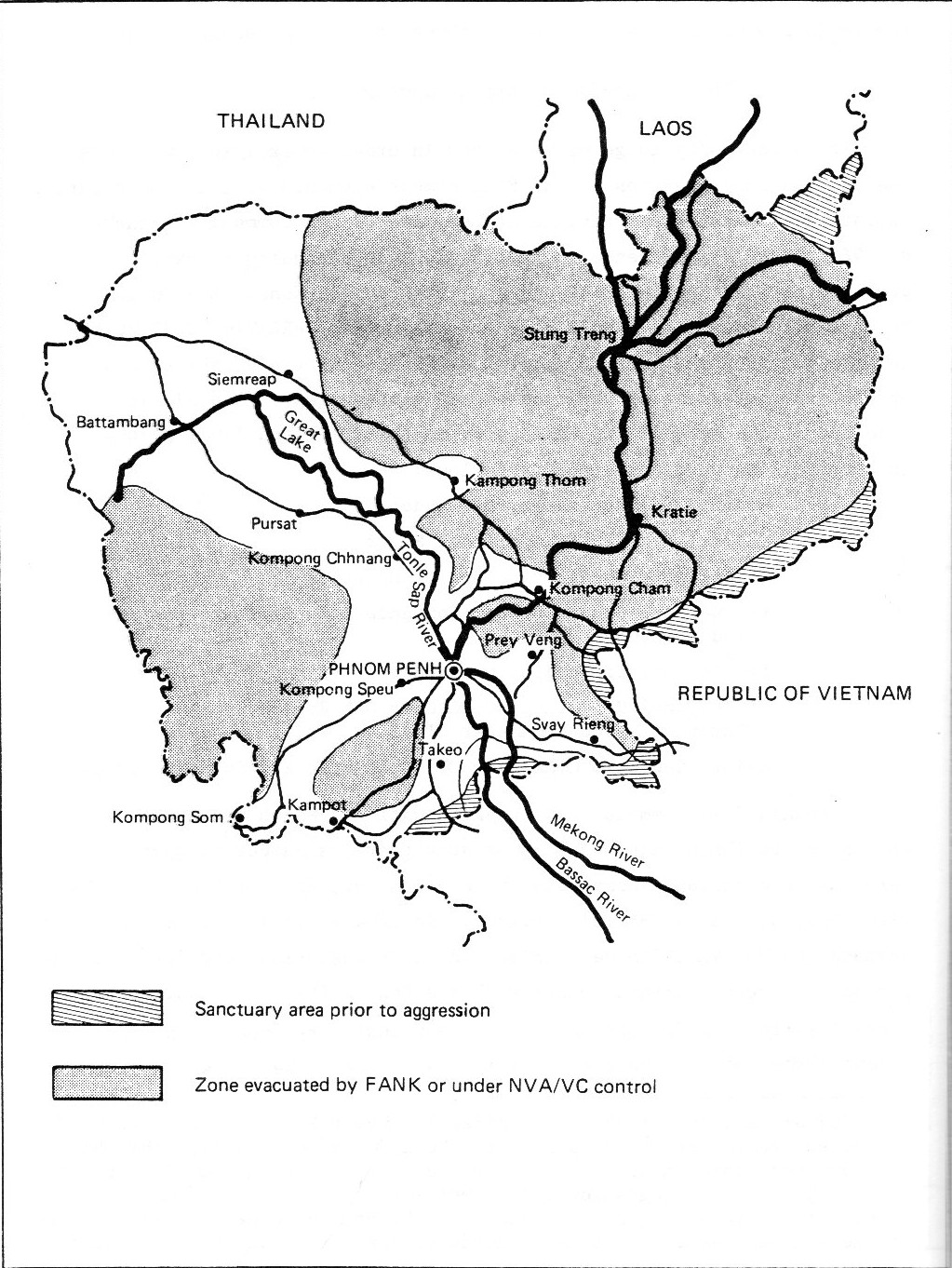
Zone controlate de guvernul cambodgian în august 1970

În noaptea de 21 ianuarie 1971, o forță de 100 de comandouri APV/FEN au atacat aerodromul Pochentong, principala bază a Forțelor Aeriene Republicane. În această acțiune, atacatorii au distrus aproape întreg inventarul de avioane guvernamentale, inclusiv toate avioanele de vânătoare. Aceasta a fost, însă, un ajutor deghizat și neintenționat, deoarece toate avioanele erau unele vechi, de fabricație sovietică. În urma distrugerii lor, americanii le-au înlocuit cu modele mai recente. Atacul s-a soldat, însă, cu amânarea unei ofensive a FANK. După două săptămâni, Lon Nol a suferit un atac cerebral și a fost transportat în Hawaii pentru tratament. Generalul și-a revenit rapid, revenind în Cambodgia după doar două luni.
Abia la 20 august, FANK a lansat Operațiunea Chenla II, prima sa ofensivă a anului. Obiectivul campaniei a fost eliberarea Drumului 6 de forțe inamice și redeschiderea comunicațiilor cu Kompong Thom, al doilea oraș ca mărime al Republicii, ce fusese izolat de capitală de peste un an. Operațiunea a avut la început succes, iar orașul a fost despresurat. APV și Khmerii Roșii au contraatacat în noiembrie și decembrie, anihilând forțele guvernamentale. Nu a existat o estimare exactă a pierderilor, o aproximare fiind „de ordinul a zece batalioane de oameni și echipament plus echipamentul a alte zece batalioane.” Rezultatul strategic al eșecului operațiunii Chenla II a fost că inițiativa ofensivei a trecut în întregime în tabăra APV și a Khmerilor Roșii.

## Agonia Republicii Khmerilor (1972–1975)

### Lupta pentru supraviețuire
Din 1972 și până în 1974, războiul s-a dus de-a lungul liniilor de comunicație ale FANK la nord și la sud de capitală. S-au lansat ofensive limitate în scopul de a păstra contactul cu regiunile cultivatoare de orez aflate în nord-vest, precum și de-a lungul Mekongului și al Drumului 5, legăturile terestre ale Republicii cu Vietnamul de Sud. Strategia Khmerilor Roșii a fost cea de a tăia treptat acele linii de comunicații și de a pune presiune pe Phnom Penh. Ca rezultat, forțele FANK au devenit fragmentate, izolate și incapabile de a-și acorda susținere unele celorlalte.
Principala contribuție americană la efortul FANK a venit sub forma bombardierelor și avioanelor tactice ale Forțelor Aeriene ale SUA. Când președintele Nixon a lansat incursiunea din 1970, trupele americane și sud-vietnameze au operat sub o umbrelă de bombardamente aeriene denumită „Operațiunea Freedom Deal”. Când aceste trupe au fost retrase, operațiunea aeriană a continuat, cu scopul declarat de a interzice mișcările de trupe și de logistică APV/FEN. În realitate (și necunoscut Congresului SUA și publicului american), ele au fost utilizate pentru a susține aerian FANK. Cum a raportat fostul ofițer militar american de la Phnom Penh, „zonele din jurul râului Mekong erau atât de pline de cratere de bombe de la atacurile B-52 încât, în 1973, ele semănau cu văile de pe Lună.”

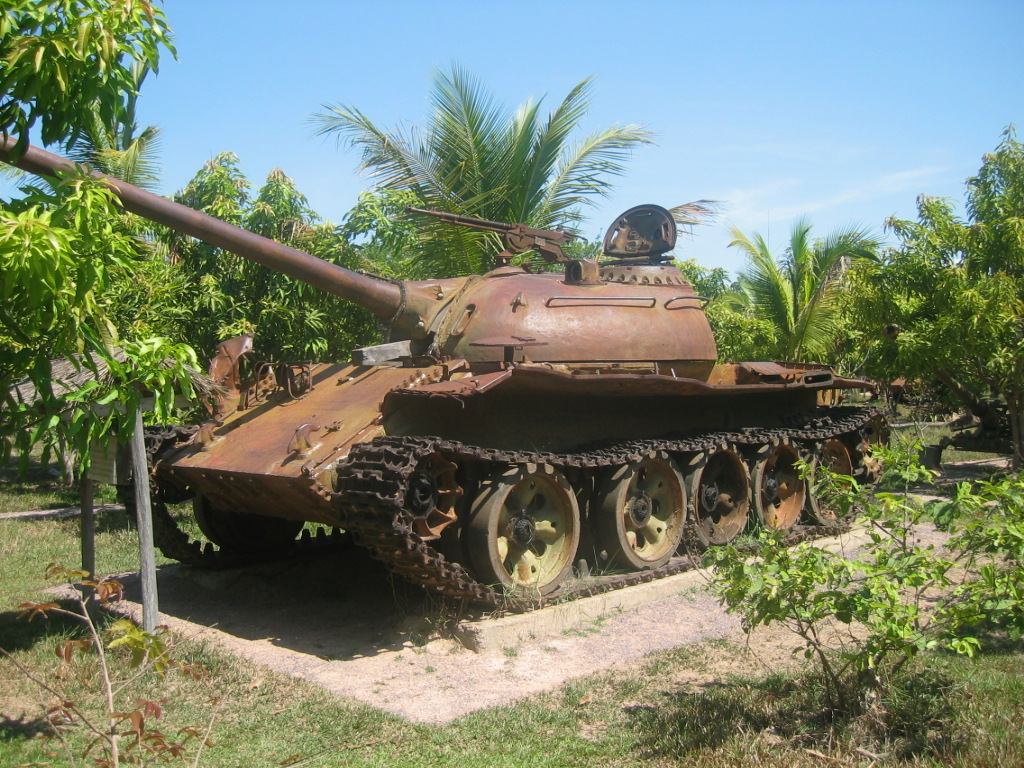
Memorial în Cambodgia: un tanc sovietic T-54.

La 10 martie 1972, chiar înainte ca nou-rebotezata Adunare Constituantă să aprobe revizuirea constituției, Lon Nol a anunțat că suspendă deliberările. El l-a obligat apoi pe Cheng Heng, șef de stat de la detronarea lui Sihanouk, să-i predea lui întreaga autoritate. La aniversarea de doi ani a loviturii de stat, Lon Nol a predat autoritatea de șef de stat, dar și-a reținut posturile de prim-ministru și ministru al apărării.
La 4 iunie, Lon Nol a fost ales în funcția de președinte al Republicii Khmerilor într-un scrutin trucat. În urma noii constituții (ratificate la 30 aprilie), partidele politice formate în noul stat au devenit rapid o sursă de facționalism politic. Generalul Sutsakhan a declarat: „semințele democratizării, ce fuseseră aruncați în vânt cu atâta bunăvoință de liderii khmeri, au dat Republicii Khmerilor o recoltă foarte slabă.”
În ianuarie 1973, guvernul, armata și populația Republicii au primit un balon de oxigen când s-a semnat Acordul de Pace de la Paris, care a pus deocamdată capăt conflictului din Laos și Vietnamul de Sud. La 29 ianuarie, Lon Nol a proclamat o încetare a focului unilaterală în toată țara. Toate operațiunile americane de bombardament au fost oprite în speranța unei șanse pentru pace. Khmerii Roșii au ignorat pur și simplu proclamația și au continuat lupta. În martie, pierderile mari, dezertările și numărul mic de noi recruți îl forțaseră deja pe Lon Nol să introducă serviciul militar obligatoriu și, în aprilie, forțele insurgente au lansat o ofensivă ce a ajuns până în suburbiile capitalei. Forțele aeriene americane au răspuns lansând o operațiune de bombardamente intense care i-au obligat pe comuniști să se retragă în zona rurală după ce au fost decimați de atacurile aeriene.
Până în ultima zi a Operațiunii Freedom Deal (15 august 1973), 250.000 de tone de bombe fuseseră lansate asupra Republicii Khmerilor, dintre care 82.000 de tone în ultimele 45 de zile. De la începutul operațiunii Menu în 1969, aviația americană lansase 539.129 de tone de proiectile asupra Cambodgiei/Republicii Khmerilor.

### Perspectivele de viitor
Chiar și în 1972–1973, atât în Cambodgia cât și în străinătate, se credea că războiul este în esență un conflict extern care nu alterase fundamental natura poporului khmer. Spre sfârșitul lui 1973, guvernul și populația începuseră să conștientizeze fanatismul, lipsa totală de grijă pentru victime și respingerea totală a oricărei oferte de negociere care începuseră să sugereze că „fanatismul și capacitatea de violență a Khmerilor Roșii sunt mai profunde decât bănuise oricine”.
Relatări ale politicilor brutale ale organizației au ajuns până la Phnom Penh, iar populația a început să întrevadă violenta nebunie ce avea să distrugă țara. Se vorbea despre mutarea cu forța a unor întregi sate, execuții sumare ale oricui nu se supuneam interzicerea practicilor religioase, uciderea și caterisirea călugărilor, abandonarea obiceiurilor sexuale și maritale tradiționale. Războiul era un lucru, maniera total contrară valorilor poporului Khmer în care Khmerii Roșii răspândeau moartea era altceva. Relatări ale atrocităților au început să iasă la iveală în aceeași perioadă în care trupele nord-vietnameze se retrăgeau de pe câmpurile de luptă din Cambodgia. Concentrarea efortului APV asupra Vietnamului de Sud a permis Khmerilor Roșii să își aplice doctrina și politicile pentru prima oară fără nicio constrângere.

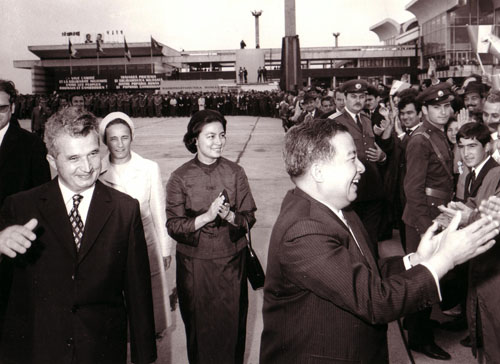
Prințul Norodom Sihanouk al Cambodgiei în vizită în România în 1972.

Conducătorii Khmerilor Roșii erau aproape total necunoscuți publicului. Ei erau denumiți de compatrioții lor peap prey – armata din pădure. Înainte, însăși existența partidului comunist ca parte din GRUNK fusese ascunsă. În „zonele eliberate”, el era denumit doar „Angka” – „organizația”. În 1973, partidul comunist a căzut sub controlul celor mai fanatici membri ai săi, Pol Pot și Son Sen, care erau de părere că „Cambodgia trebuie să treacă printr-o revoluție socială totală și că tot ce fusese înainte era anatemă și trebuie distrus.”
Ascuns de ochii lumii era antagonismul crescând între Khmerii Roșii și aliații lor nord-vietnamezi. Conducerea radicală a partidului nu a scăpat niciodată de suspiciunea că Hanoiul s-ar pregăti să formeze o federație indochineză cu Vietnamul de Nord în centrul ei. Khmerii Roșii erau legați ideologic de chinezi, în timp ce principalul susținător al Vietnamului de Nord, Uniunea Sovietică, încă regunoștea guvernul lui Lon Nol ca fiind legitim. După semnarea Acordurilor de Pace de la Paris, APV a întrerupt alimentarea Khmerilor Roșii cu arme, sperând să-i forțeze să accepte o încetare a focului. Când, prin semnarea acordurilor, americanii au devenit liberi să își îndrepte puterea aeriană totalmente împotriva Khmerilor Roșii, aceștia au dat vina pe Hanoi. Pe parcursul anului, aceste bănuieli și atitudini au condus partidul la epurări în rândul conducerii. Majoritatea membrilor săi pregătiți la Hanoi au fost executați din ordinele lui Pol Pot.
Cu trecerea timpului, nevoia Khmerilor Roșii de sinecura prințului Sihanouk a scăzut. Organizația a demonstrat locuitorilor zonelor „eliberate” în termeni clari că orice expresie deschisă a susținerii pentru Sihanouk va avea ca rezultat lichidarea fizică. Deși prințul se bucura încă de protecția chinezilor, când apărea în public în străinătate să mediatizeze cauza GRUNK, era tratat cu un dispreț aproape fățiș de miniștrii Ieng Sary și Khieu Samphan. În iunie, prințul i-a spus ziaristei italiene Oriana Fallaci că atunci când „Khmerii Roșii mă vor fi supt până la epuizare, mă vor scuipa ca pe un sâmbure de cireașă.”
Până la sfârșitul lui 1973, cei loiali lui Sihanouk fuseseră epurați din toate ministerele GRUNK și toți susținătorii prințului din rândurile insurgenților fuseseră și ei eliminați. La scurt timp după Crăciun, când insurgenții se pregăteau de ofensiva finală, Sihanouk a vorbit cu diplomatul francez Étienne Manac'h și i-a spus că trebuie să se renunțe la toate speranțele pentru un socialism moderat similar cu cel iugoslav și că modelul avea să fie Albania stalinistă.

### Căderea Phnom Penh-ului
În momentul în care Khmerii Roșii au demarat la 1 ianuarie 1975 ofensiva din sezonul secetos pentru capturarea capitalei cambodgiene, Republica era în haos. Economia fusese gâtuită, rețeaua de transport fusese redusă la sistemele aeriene și fluviale, recolta de orez fusese redusă cu un sfert, iar rezervele de pește de apă dulce (principala sursă de proteine) scăzuseră drastic. Costul hranei era de 20 de ori mai mare decât nivelul dinainte de războiului, iar șomajul nici nu se mai măsura.

Ofensiva finală împotriva Phnom Penh-ului, aprilie 1975

Phnom Penh, care avusese înainte de război o populație de circa 600.000 de locuitori a fost copleșit de refugiați (care continuau să vină din perimetrul defensiv în continuă scădere), ajungând să aibă două milioane de locuitori. Acești civili neajutorați și disperați nu aveau de lucru și nici nu puteau să-și procure hrană, adăpost și asistență medicală. Starea lor (și a guvernului) s-a înrăutățit când forțele Khmerilor Roșii au cucerit treptat malurile Mekongului. De lângă fluviu, minele și focurile de armă au redus constant convoaiele care aduceau din Vietnamul de Sud provizii de hrană, combustibil și muniții orașului care murea încet de foame (90% din proviziile Republicii erau transportate prin convoaie). După ce fluviul a fost blocat la începutul lui februarie, Statele Unite au început o operațiune aeriană de aprovizionare. Ea a devenit, însă, din ce în ce mai riscantă din cauza tirului artileriei și rachetelor comuniste, care loveau constant orașul și aerodromurile.
Disperați, și totuși hotărâți, soldații republicani, dintre care mulți rămăseseră fără muniție, au făcut tranșee în jurul capitalei și au luptat până când au fost depășiți de Khmerii Roșii. Până în ultima săptămână a lunii martie 1975, circa 40.000 de soldați comuniști înconjuraseră capitala și începuseră să se pregătească să dea lovitura de grație la cei 20.000 de soldați republicani.
Lon Nol a demisionat și a părăsit țara la 1 aprilie, în speranța că încă este posibilă o negociere atâta vreme cât el lipsește de pe scena politică. Saukam Khoy a devenit președinte interimar al unui guvern care mai avea nici trei săptămâni de trăit. Eforturile de ultim moment din partea SUA de a pregăti un acord de pace cu implicarea lui Sihanouk s-au încheiat cu un eșec. Când în Congresul SUA propunerea de reluare a susținerii aeriene a fost respinsă la vot, capitala a fost cuprinsă de panică și de sentimentul dezastrului iminent. Situația a fost descrisă cel mai bine de generalul Sak Sutsakhan (devenit șef de stat major al FANK):
„Imaginea Republicii Khmerilor era cea a unui om bolnav care mai trăia doar susținut din exterior și căruia, în starea în care ajunsese, nici măcar administrarea de medicamente nu i-ar mai fi fost de vreun folos.”

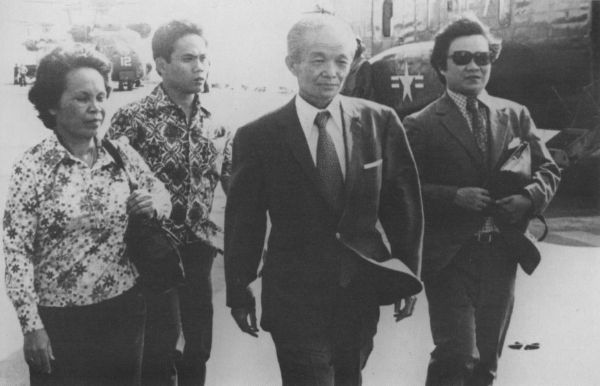
Saukham Khoy, succesorul lui Lon Nol în funcția de președinte al Republicii Khmerilor sosind la bordul navei USS Okinawa la 12 aprilie 1975 după evacuarea din Phnom Penh.

La 12 aprilie, constatând că totul este pierdut (și fără a anunța guvernul khmer), Statele Unite au evacuat personalul ambasadei cu elicopterul prin Operațiunea Eagle Pull. Printre cele 276 de persoane evacuate se numărau ambasadorul SUA John Gunther Dean, alți diplomați americani, președintele interimar Saukam Khoy, înalți oficiali guvernamentali ai guvernului Republicii Khmerilor împreună cu familiile acestora, precum și membri ai mass-media. În total, au fost evacuați 82 de americani, 159 de cambodgieni și 35 de persoane din alte țări. Deși au fost invitați de ambasadorul Dean să se alăture evacuării (și spre surprinderea americanilor), prințul Sisowath Sirik Matak, Long Boret, Lon Non (fratele lui Lon Nol), și majoritatea membrilor cabinetului lui Lon Nol au refuzat oferta. Ei au ales să împărtășească soarta poporului lor. Numele lor nu au fost publicate pe listele celor morți și mulți au crezut declarațiile Khmerilor Roșii că foștii oficiali ai guvernului nu vor fi uciși, ci vor fi bineveniți să ajute la reconstrucția Cambodgiei. În realitate, ei au fost executați cu toții de comuniști.
După plecarea americanilor și a lui Saukam Khoy, autoritatea asupra republicii în plină prăbușire a fost preluată de un Comitet Suprem cu șapte membri și condus de generalul Sak Sutsakhan. Până la 15 aprilie, ultimele structuri defensive solide ale orașului au fost cucerite de comuniști. La orele dimineții zilei de 17 aprilie, comitetul a decis să mute sediul guvernului în provincia Oddar Meanchay din nord-vest. La orele 10:00, vocea generalului Mey Si Chan din statul major al FANK a ordonat la radio, tuturor forțelor FANK să înceteze focul, deoarece se negociază capitularea Phnom Penh-ului. Războiul se terminase, dar visurile groaznice ale Khmerilor Roșii aveau să se îndeplinească în nou-proclamata Kampuchea Democrată. Trupele Khmerilor Roșii au început să golească cu forța capitala, împingând populația spre zonele rurale și ucigând mii de oameni.